# Etroubles
Étroubles – miejscowość i gmina we Włoszech, w regionie Dolina Aosty, w dolinie Valle del Gran San Bernardo w Alpach Pennińskich.
Według danych na styczeń 2009 gminę zamieszkiwało 487 osób przy gęstości zaludnienia 12,4 os./1 km².